# Slüterstraße

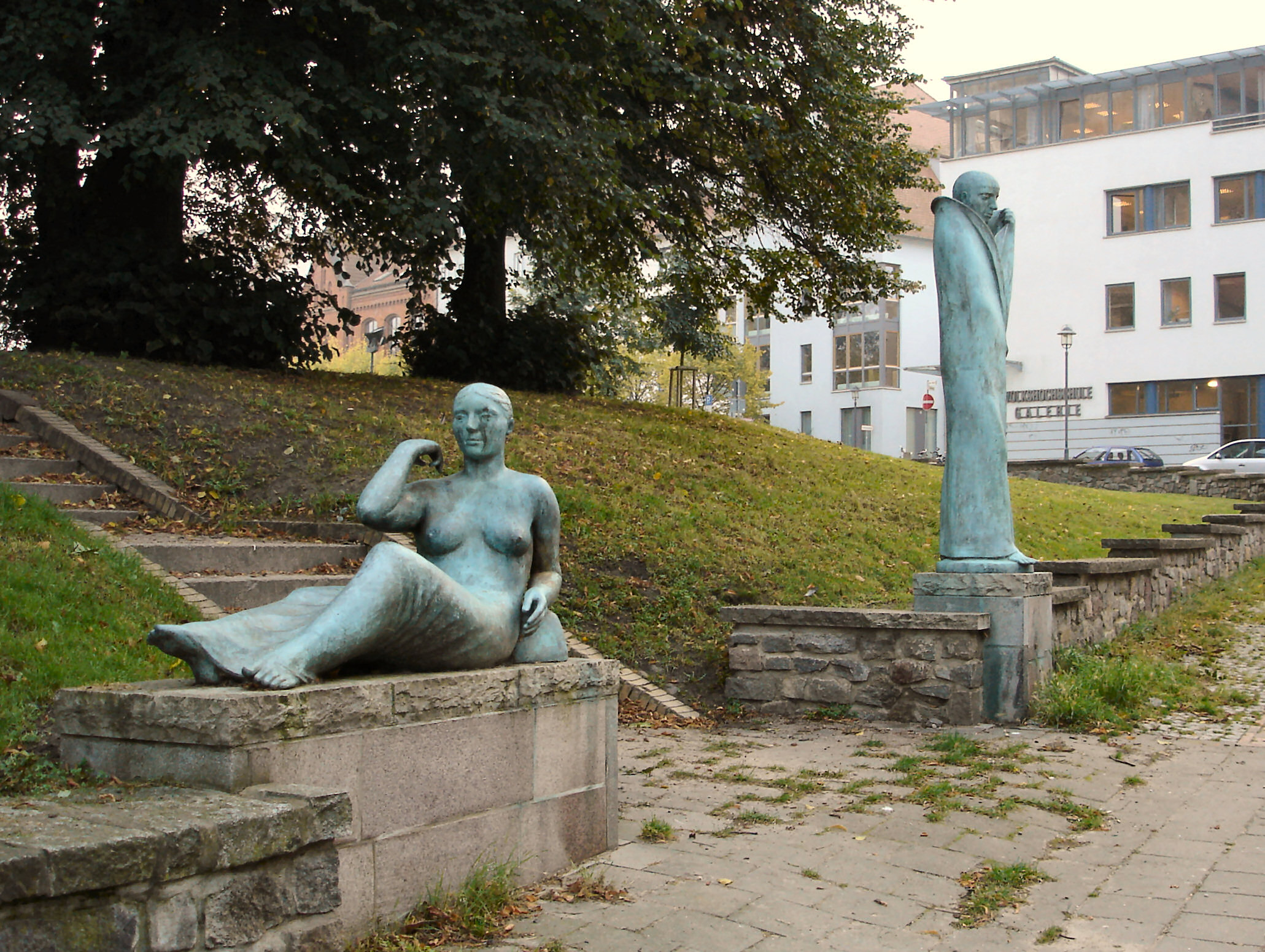
Figuren von W.Friedrich in der Slüterstr.

Die Slüterstraße in Rostock ist eine Straße in der Nord-Ost-Ecke des historischen Stadtkerns der Hansestadt. Sie ist nach dem Rostocker Reformator Joachim Slüter benannt. Die Slüterstraße ist Teil der einstigen Rostocker Altstadt. 

## Verlauf
Die Slüterstraße ist eine der Straßen, die zum Rostocker Alten Markt führen. Im Westen zweigt von ihr die nach Norden führende Wendenstraße ab. Anschließend verläuft sie parallel zum nördlichen Seitenschiff der Petrikirche, bis sie in die Straße Am Strande einmündet, die heute eine vielbefahrene Durchgangsstraße darstellt.

## Geschichte
Die Slüterstraße gehört zur ehemaligen Rostocker Altstadt, also des Teils der Stadt zwischen der heutigen Grubenstraße und der Östlichen Stadtmauer. 1294 ersterwähnt, hieß die Slüterstraße ursprünglich Vor dem Petritor, das an ihrem östlichen Ende stand. Das gotische Petritor war ein backsteinernes Stadttor aus der Gründungsphase der Stadt (frühes 13. Jahrhundert). Südlich dieser Straße befindet sich mit St. Petri und seinem Kirchhof die wohl älteste Rostocker Kirche, weshalb nur die Nordseite der Slüterstraße bebaut ist. Entsprechend ihrer peripheren Lage in der nordöstlichsten Ecke der Stadt war sie lediglich mit einfachen Buden bebaut, deren Bewohner den mittleren und unteren Schichten der Stadtbevölkerung angehörten.
Im Jahre 1862 benannte man die Straße zu Ehren des Rostocker Reformators Joachim Slüter in Slüterstraße um und weihte auf dem Petrikirchhof ein neogotisches Denkmal, das Slüterdenkmal, ein. Slüter war von 1521 bis zu seinem Tode 1532 Kaplan an St. Petri und war maßgeblich für die Durchsetzung der Reformation in Rostock verantwortlich. 1531 wurde die Stadt "offiziell" evangelisch. 
In den Bombennächten Ende April 1942 wurden nahezu alle Häuser bis auf eines auf der Nordseite zerstört, Petrikirche und Petritor standen nur noch als Ruinen. Während die Petrikirche langwierig in ihrem Äußeren wiederhergestellt wurde, was 1994 mit dem Aufsetzen der gotischen Turmspitze vollendet wurde, ist das Petritor 1960 kurzerhand abgerissen worden. Angeblich stellte es ein Verkehrshindernis dar. In der Slüterstraße selbst errichtete man passende, bescheidene Neubauten.
Heute stehen Slüterstraße und das Gelände um die Petrikirche mit ihrer Ruhe und Beschaulichkeit in starkem Kontrast zum starken Kraftverkehr in der nahen Straße Am Strande.
Koordinaten: 54° 5′ 28″ N, 12° 8′ 53″ O